# 玫瑰经

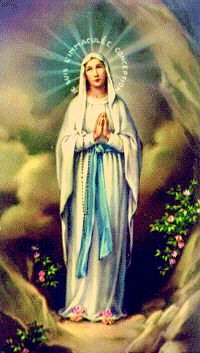
露德聖母─聖母在露德出現，手上持一串念珠

《玫瑰经》（拉丁語：Rosarium Virginis Mariae），于15世纪由聖座正式颁布，是天主教會和部分高派聖公宗主要使用的一套祈禱文，以及用於計數組成祈禱文的實體繩結或珠子，用於敬禮圣母玛利亚的重要禱文，其本質是耶穌基督生平的默想，使信徒念玫瑰經時能夠想起耶穌，也體現了天主教會強調參與以基督為中心的聖母瑪利亞的生活，以及透過聖母瑪利亞走向基督。“玫瑰经”一词来源于拉丁语，意为“玫瑰花冠”或“一束玫瑰”。意为玫瑰，此名是比喻连串的祷文如玫瑰馨香，敬献于天主与圣母身前。在不同基督教宗派中亦有同類禱文，如東正教會的耶穌禱文、聖公宗的禱告念珠和信義宗的念珠。

## 起源与发展
《玫瑰经》是从教会时晨祈祷中的150遍圣咏变化而来，平信徒们效仿修士诵念圣咏的精神，在教堂诵念150遍的《天主经》。同时，又因教会很多大型修道院每天有慶祝無玷童貞瑪利亞的小日課的習慣，致使民間也出現誦唸150遍《聖母經》的敬禮，分早、午、晚三次時晨祈禱去完成，並開始手持珠串計算。 
据传说，《玫瑰经》和玫瑰念珠是1214年圣母亲手交给聖道明，道明会的修士一直如此宣稱。不过15世纪前有關道明会的文献，包括当年圣道明亲手制定的其修会章程，对于《玫瑰经》都只字未提。而且《玫瑰经》的主体《圣母经》，虽然在教宗額我略一世时代即有雏形，但是15世纪之前都只有现在的一半篇幅，直到15世纪中期才成为一段完整的祈祷文。现在的历史学家倾向于认为是道明会的一位修士 Alain de la Rupe 编出圣道明接受圣母启示《玫瑰经》的故事，也可能是他的同时代人误把他写的普鲁士的道明（Dominic of Prussia）误以為是那个更有名的圣道明，以讹传讹，遂成为圣道明接受圣母传下的经文。其實應是这位普鲁士的道明，发明了《玫瑰经》的默想祈祷方式。
在早期的艺术中，玫瑰很少用以象征圣母，直到《玫瑰经》的兴起才有改變。在14世纪之前的艺术作品中，圣母身边出现玫瑰是相当稀罕的，可旁敲得知《玫瑰经》應不早于15世纪。
1470至1475年，旨在推广《玫瑰经》的玫瑰经善会成立。1495年，《玫瑰经》获得教宗亚历山大六世的承认，其形式和内容基本上固定下来。現今的唸法和當時大同小異，除了在《聖母經》的用詞上有些更改，以及聖伯爾納定後來加入耶穌的名字在經文內。
1917年“法蒂瑪聖母”顯現的時候說到，唸每一次《聖母經》就等於獻給她一朵玫瑰，所以一套的《玫瑰經》就像個玫瑰花冠一樣。

## 玫瑰念珠

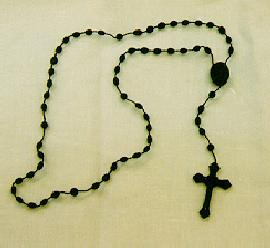
玫瑰念珠

玫瑰念珠是天主教徒誦唸玫瑰經時使用的計數工具:485-487，使祈祷者能更容易將注意力集中於對奧蹟的默想。在使用玫瑰念珠祈禱時，每當完成一部分的禱文就將念珠往前推一粒，直到完成玫瑰經的誦唸。玫瑰念珠的前端一般繫有耶穌的苦像。緊跟其後的是一粒大珠、三粒小珠、一粒大珠，以及念珠的環狀部分。玫瑰念珠的環狀部分通常有五十粒小珠子，十粒一組為一端。每十粒小珠子之間有一顆比較大的珠子，用於提示每端的開始。五端的玫瑰經共有59粒念珠。一些修會可能會使用十五端（150粒小珠子）的玫瑰念珠，與最傳統的玫瑰經的十五端奧蹟相對應。一端的玫瑰念珠則為11粒珠子。
天主教徒誦唸玫瑰經不一定需要玫瑰念珠，使用其他方法計數也是可以的:485-487。

### 起源
在4世紀以後，隱修士漸多。他們每天的工作，主要是誦經祈禱，唸一百五十篇的《聖詠》，不懂拉丁文的修士，便唸《天主經》（又稱為《主禱文》，是《聖經》中耶穌教導的唯一禱告經文。）來代替，誦唸一百五十遍《天主經》代替一百五十篇的《聖詠》。凡遇有同道弟兄的死亡，不能作追思彌撒的應該唸一百五十篇《聖詠》去代替，不會唸《聖詠》的，就該唸《天主經》。這是一般隱修士們的規矩。誦唸一百多遍的《天主經》自然要有一種方法來計算，隱修士便用繩結或石塊製成聖珠來唸。他們便稱這種唸珠做「天主經」唸珠。中世紀時，這種「天主經」唸珠仍很盛行，時至今日從塚墓中有時可發掘出這些遺物。一百五十遍的「天主經」唸珠，到後來便能成一百五十遍的聖母經唸珠也稱為「聖母經」唸珠。

### 材料
玫瑰念珠的材料多種多樣。木頭、骨頭、玻璃、種子、壓制材料，或者瑪瑙、水晶、金銀等珠寶材料都可以用於製作玫瑰念珠。部分玫瑰念珠的念珠內可能封有聖物。也有灑過聖水的玫瑰念珠。
早期的玫瑰念珠是用線（一般是絲線）起來的，現代的玫瑰念珠則一般用金屬鏈連結。

### 穿戴
天主教會鼓勵信徒佩戴玫瑰念珠。天主教會認為，佩戴玫瑰念珠能幫助信徒加深對耶穌的愛、遠離撒殫的誘惑。部分修會要求成員日常佩戴玫瑰念珠。加爾都西會的成員會將玫瑰念珠掛在腰帶上。但天主教會同時認為將玫瑰念珠當作珠寶配飾而不是信仰標誌佩戴在頸部是不值得鼓勵的。

### eRosary
2019年，聖座（梵蒂岡）推出了一款名為「eRosary」的玫瑰經念珠。通過與手機App相連，eRosary能做到在誦唸玫瑰經時自動進行計數。eRosary的售價為109美元。

### 巴斯克玫瑰經指環
巴斯克玫瑰經指環（Basque Ring Rosary），是除玫瑰念珠外，一種常見輔助頌念的指環。外觀為一十字苦像和十個凸點，方別用於頌念天主經和聖母經。使用時將食指穿於孔內，以拇指進行一圈的移動。

### 愛爾蘭刑法唸珠
愛爾蘭刑法唸珠是愛爾蘭天主教徒於十七至十八世紀天主教被禁止的年代所用的唸珠。唸珠僅有一端，可將唸珠隱藏在衣袖之中以免被發現，頭尾分別繫上十字架及指環。使用時利用五指輔助，誦念一端奧蹟時將指環套入手指，由拇指開始，唸畢一端奧蹟後，將指環套入下一個手指即可。

愛爾蘭刑法唸珠的外觀

### 祈禱卡
祈禱卡一般以塑膠製成，以宗教藝術為背景圖片，表面有凸點。祈禱時可如閱讀盲文一樣，將手指觸碰凸點作一奧蹟的祈禱。

### 祈禱手串
由具有彈性的繩串起珠子及十字架戴在手腕上，一般只有一端。

### 懸掛
天主教徒一般會於家中牆面和汽車後視鏡懸掛玫瑰念珠，以作保護。舊時亦有家庭因購買不起聖物及宗教印刷品，而懸掛玫瑰念珠幫助專注祈禱。

## 玫瑰經奧蹟
《玫瑰经》根據耶穌及聖母的生平奧蹟分为“欢喜五端”、“痛苦五端”与“荣福五端”，傳統上每天照順序獻給一種「奧蹟」，全經總共要诵念圣母经一百五十遍。2002年10月16日，教宗若望·保禄二世于《童贞玛利亚的玫瑰经》牧函的第二段中，建议增加“光明五端”，《玫瑰经》从此变为诵念圣母经二百遍整。祈禱中應避免單純背誦式頌念，而須將心神放在默想奧蹟上，從而更親近耶穌。

### 歡喜五端
把祈禱意向集中於默想耶穌基督的誕生（週一與周六使用）

#### 歡喜一端 聖母領報/天神朝拜聖母瑪利亞（路 1:28）
禱文：獻　盛德崇福童貞瑪利亞，我獻此經，敬祝爾聖寵無涯之喜．昔日天神嘉俾爾，奉天主之命，恭報於爾云：萬福瑪利亞，滿被聖寵者，主與爾偕焉．又云天主聖子選爾為母，將降孕於爾最凈最純之聖胎．為人救世，爾於是時，俯躬謙言：我乃主之婢女，願賜成於我，如爾之言．
求　今我虔祈聖母，轉祈聖子耶穌，賜我謙遜之德，使我諸凡行為，自能順承天主至聖之旨。阿們。
（默想後唸一遍禱文，一遍天主經，、聖母經、一遍聖三光榮經及法蒂瑪聖母禱文，後十九段亦如此）

#### 歡喜二端 聖母訪親/聖母往見聖婦依撒伯爾（路 1:41-42)
禱文：獻　全備諸德童貞瑪利亞。我獻此經、敬祝爾聖性仁愛之喜。天神嘉俾厄爾、又以爾表姐依撒伯爾受娠之奇事、奉報於爾。爾乃大發熱愛之情、速行往顧。既至其家、伊受孕期及六月。天神報云、宜名若翰。是時若翰在胎、即知爾在伊母之前。又知爾已懷胎、是降生救世之天主。其在胎中、不勝欣躍。聖子耶穌在爾胎中、即赦其所負原祖之罪。依撒伯爾荷天主默照、識爾為天主之母、不勝歡呼稱讚。女中爾為殊福、爾胎中子尤為殊福。我有何德、而煩吾主之母、遠來顧我。
求　今我虔祈聖母、轉祈聖子耶穌、賜我愛人之熱心。又賜我凡思言行、罪過之赦、聖恩之錫。及明達天主事理、超性之識。阿們。

#### 歡喜三端 耶穌基督誕生/吾主基利斯督降誕（路 2:7）
禱文：獻　天主聖母童貞瑪利亞。我獻此經、敬祝爾神聖共慶之喜。爾至聖靈魂、所受爾子耶穌誕生於爾至淨至貞之胎、以救世人。爾至喜至敬、裹以裳衣、置於馬槽、俯身拜為真天主。此時羣天神、奏樂於空中、讚美天主、慶賀世人曰。天主受享榮福於天、良人受享太平於地。
求　今我虔祈聖母、轉祈聖子耶穌、賜我甘貧之德。使我輕脫世緣、乃得純心、奉事吾主。阿們。

#### 歡喜四端 聖母獻耶穌於聖殿/聖母獻耶穌於主堂（路 2:22-23)
禱文：獻　至貞至潔聖母瑪利亞。我獻此經、敬祝爾聖善令譽之喜。聖子耶穌、當時天神顯揚、牧童即來致敬、三王即來朝禮。聖誕後四十日、爾恭抱前往聖殿、獻於天主聖父。此時有一盛德年高西默盎。又有一盛德節婦亞納、讚揚聖子耶穌、真是救世之主。
求　今我虔祈聖母、轉祈聖子耶穌、賜我或在聖殿、或居別所、時時皆能普揚天主聖名、讚美天主聖容、令諸人、咸知信從。阿們。

#### 歡喜五端 耶穌十二齡講道（路 2:46)
禱文：獻　勤敏神工聖母瑪利亞。我獻此經、敬祝爾暫憂旋慰之喜。聖子耶穌方一十二齡、隨爾前往聖殿。歸時、相失耶穌。三日夜、爾心痛苦。三日之後、覓至殿中。及見耶穌上座、與耆年博學之士、講論天主事理。一見、不勝欣喜。耶穌同爾言歸、孝敬事爾、至三十年。
求　今我虔祈聖母、轉祈聖子耶穌、於我患難之際、賜我神慰。使我時時事事、翕合聖意、克謙克孝、誠事天主。阿們。

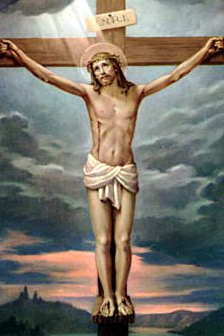
痛苦五端 - 耶穌被釘在十字架上死

### 痛苦五端
（週二與週五使用）

#### 痛苦一端 耶穌山園祈禱（路 22:44-45)
禱文：獻　高上仁慈之母瑪利亞。我獻此經、默思母心痛苦。聖子耶穌三十三歲、受難之期已至。欲救贖人罪、於前一夕、往山園、三次祈求天主聖父。苦懇至極、通體出流血汗。叩拜天主聖父、乞赦人罪。至夜深時、惡眾捕縛、送於亞納斯。
求　今我虔祈聖母、轉祈吾主耶穌、賜我能求能禱。又賜我應受苦難合天主旨。並能以我真忍、堪承苦難。阿們。

#### 痛苦二端 耶穌受鞭打之刑/耶穌系受鞭苔（路 19:1)
禱文：獻　毅然堅忍之母瑪利亞。我獻此經、默思母心痛苦。聖子耶穌令儀令容、超絕萬眾。今在比辣多衙內、盡褫其衣、系之石柱、鞭責五千四百有奇。全體剝傷、血流不止。苦痛如是、耶穌默不置辨、有如羔羊。
求　今我虔祈聖母、轉祈吾主耶穌、卻卸我世間私慾之衣。賜我真忍、甘受諸艱諸勞、凡天主所賜於我者。阿們。

#### 痛苦三端 耶穌受茨冠之苦辱（瑪 27:28-29）
禱文：獻　苦刃刺心之母瑪利亞。我獻此經、默思母心痛苦。耶穌我等主、被惡人以棘茨冠、箍於聖額、聖血通流。又以絳色蔽袍披身、偽拜如王、如此侮辱之甚。
求　今我虔祈聖母、轉祈吾主耶穌、賜我能悉去自滿驕傲之念、並辭一切虛偽之喜。願為吾主耶穌基利斯督、忍受患難凌虐之刺。庶望身後、可獲榮福之冠、於天上國至於無窮。阿們。

#### 痛苦四端 耶穌背十字架上山/耶穌負十字架陟山受死（若 19:17）
禱文：獻　寬慰憂患之母瑪利亞。我獻此經、默思母心痛苦。爾極愛之子耶穌、惡黨造一重大十字架、逼令自己肩荷、赴受死之地。負十字架時、一路壓跌難堪。爾隨之慟悼哀傷、泣涕無已。
求　今我虔祈聖母、轉祈吾主耶穌、賜我心中、恆覺如是大痛、憶念不忘、亦如身負重大十字架無異。又賜我能勤荷聖孝之十字。阿們。

#### 痛苦五端 耶穌十字架上受難/耶穌被釘十字架上死（路 23:46）
禱文：獻　為義致命之母瑪利亞。我獻此經、默思母心痛苦。耶穌至於受死之地、被人褫衣、釘手足於十字架上。日月失光、口渴與以醋膽。終命時、天昏地震、石相觸碎、若不堪痛。人人拊胸哀悲、萬物慘傷、皆證被難者、為造物之真主。
求　今我虔祈聖母、轉祈吾主耶穌、藉彼處、忍受痛苦鴻恩、賜我心中能覺悟當時受難之極苦。使我真悔極痛、迅改我一生之罪過。阿們。

### 榮福五端
把祈禱意向集中於默想耶穌基督的復活升天，天主聖神的降靈，與聖母瑪利亞蒙召升天與受天主加冕的事蹟。（週三與週日使用）

#### 榮福一端 耶穌復活（谷 16:6）
禱文：獻　心慰神怡之母瑪利亞。我獻此經、頌爾安和之榮福。爾極愛之子耶穌、死後第三日復活、身體極光極美。先往見爾、以解爾憂。將爾前日諸痛諸苦、翻作不可勝言之樂。又欲顯厥至愛、屢亦見於宗徒、暨諸弟子。使皆不勝欣躍。
求　今我虔祈聖母、轉祈吾主耶穌、賜我善心之真樂、靈魂之潔淨光明、一如復活、不敢再陷於死罪。又使我能輕忽世物、若已死亡、不戀虛妄之福。阿們。

#### 榮福二端 耶穌升天（谷 16:19）
禱文：獻　神聖共仰之母瑪利亞。我獻此經、頌爾極隆之榮福。爾子耶穌我等主、既已復活。至四十日後、將欲升天之時、面諭宗徒、分行天下。以天主正教、訓誨萬民。與領聖水、洗罪入教。諭畢、自舉升天。古聖羣從、天神簇擁、隨躋天國、坐於全能者天主聖父之右。耶穌命二天神、下慰於爾、及諸聖徒。留爾於世、以啟照保護焉。
求　今我虔祈聖母、轉祈吾主耶穌、賜我心能脫離世幻、但愛天上之物。又求爾眷我、顧我、撫護我、行此人世之路、使我畢程、得造天國、永享常生。阿們。

#### 榮福三端 聖神降臨（宗 2:4）
禱文：獻　上智大能之母瑪利亞。我獻此經、頌爾寵照之榮福、耶穌升天之後十日、爾與宗徒教眾一百二十人、共聚一堂、誦經祈望天主。於辰時聖神降臨、如爾子之所許。迅如風雷、絕無驚恐、賜之撫慰。又有舌形如火、光耀不焚、分置於爾、及眾人之首。於時聖神賜爾以超眾之聖寵、及大聰明。不煩學習、能通萬國方言、傳授聖教。
求　今我虔祈聖母、轉祈吾主耶穌、賜我聖寵及發勇力、勉進善德。能以專心、普揚天主聖教。阿們。

#### 榮福四端 聖母蒙召升天（默 12:1）
禱文：獻　陟天寶座天地元後瑪利亞。我獻此經、頌爾純全之榮福。爾於六十三歲、耶穌遣天神嘉俾阨爾、來報於爾。天主提爾聖身靈魂、並躋天國、受安樂榮福。爾將終時、耶穌顯大聖跡、使向時分行天下之聖徒、咸來辭爾、爾俱一一撫慰。無病無痛、一惟愛慕天主。身終之後、葬爾聖身。天神空中、奏樂三日。以顯爾子耶穌、令爾肉身復活。與爾靈魂、同登天國、享無窮福。
求　今我虔祈聖母、轉祈吾主耶穌、賜我臨終時、不陷於邪魔之羅阱。又賜我於此世上、滌惡務善。罪罰已滿、援我升天、見爾聖容、與爾同慶。阿們。

#### 榮福五端 天主立聖母為后/天主立圣母于九品天神之上，以为天地之母皇及世人之主（友 15:9-10）
禱文：獻　巍巍高位之母瑪利亞。我獻此經、頌爾峻德之榮福。爾已升天國、天主聖父、天主聖子、天主聖神、特立為天地之元後。寵錫榮福、超諸天神、及諸聖人。為我世人、依賴轉達之主保。
求　今我虔祈聖母、轉祈吾主耶穌、憐僕役居此涕泣之谷、賜以聖寵、時垂恩佑。使我死後、得升天國、瞻爾聖容、偕享聖三之永福。阿們。

### 光明五端
（週四使用）

#### 光明一端 耶穌約旦河受洗（瑪 3:13）
禱文：獻 救世之母聖母瑪利亞。我獻此經、敬祝爾慷慨奉獻之心。聖子耶穌年屆三十齡、辭爾外出傳教、前往約旦河畔受洗、天主聖父呼為喜悅之愛子。受洗後由聖神引入曠野、守齋祈禱四十日。受魔誘感、三次擊敗、天神前來伺候在旁。天主子、原無須受洗禮、實為我人類樹立謙遜之好榜樣。
求 今我虔祈聖母、轉祈吾主耶穌、賜我謙卑之心、接受洗禮。誠意悔過自新、一心皈依天主。阿們。

#### 光明二端 耶穌參加加納婚宴（若 2:1）
禱文：獻 仁愛之母聖母瑪利亞。我獻此經、敬祝爾助人為樂之心。宴席時、爾心細緻、發現酒短缺。聖子台前爾祈求、愛子允諾變水為佳釀。眾人面前顯權能、門徒確信其為主。同聲讚美、光榮天主、伏首叩地感主恩。
求 今我虔祈聖母、轉祈吾主耶穌、賜我愛人之誠心、樂於助人、愈顯主榮。阿們。

#### 光明三端 耶穌宣講天國福音（谷 1:14-15）
禱文：獻 善導之母聖母瑪利亞。我獻此經、敬祝爾循循善誘之心。爾子耶穌傳教布道云、天國已近、快來悔過自新、接受主福音、活出新誡命。又將真福八端、公布於眾、建立和平、正義、真理之國。使天主子民生活於新天新地之聖愛中。
求 今我虔祈聖母、轉祈吾主耶穌、賜我虛心受教、承行主旨、建設基督神國、永享常生。阿們。

#### 光明四端 耶穌大博爾山顯容（路 9:28）
禱文：獻 榮耀之母聖母瑪利亞。我獻此經、敬祝爾享主光榮之心。爾子耶穌偕同愛徒登大博爾山、熱心祈禱、神光煥發、顯現天主聖容。愛徒見之、信心倍增、懇求耶穌常住聖山。天主聖父從天降旨、敦促服從天主聖子。
求 今我虔祈聖母、轉祈吾主耶穌、賜我在世遭遇磨難時、仰望基督榮耀、俾能安心忍受暫世痛苦。阿們。

#### 光明五端 耶穌建立聖體聖事（瑪 26:26）
禱文：獻 聖愛之母聖母瑪利亞。我獻此經、敬祝爾愛人至極之心。爾子耶穌最後晚餐時、明知受難臨近、不願拋棄我等罪人、親立聖體聖事、許諾永留人間。自甘犧牲、作人神糧、養育我等靈魂。又以聖體聖血愛情禮品、伴隨我等奔赴天鄉。
求 今我虔祈聖母、轉祈吾主耶穌、賜我常懷感恩之心、敬拜恭領聖體、以愛還愛、在基督逾越奧跡中獲得永生。阿們。

### 加入「光明五端」前／傳統頌念玫瑰經的日程
| 日   | 誦念奧蹟 |
| ---- | -------- |
| 主日 | 榮福五端 |
| 週一 | 歡喜五端 |
| 週二 | 痛苦五端 |
| 週三 | 榮福五端 |
| 週四 | 歡喜五端 |
| 週五 | 痛苦五端 |
| 週六 | 榮福五端 |

（天主教徒可自由選擇按當日需求而不按上述日程誦念奧蹟。例如週二（痛苦五端）如遇聖誕節，可選擇誦念歡喜奧蹟）

## 通用祷文

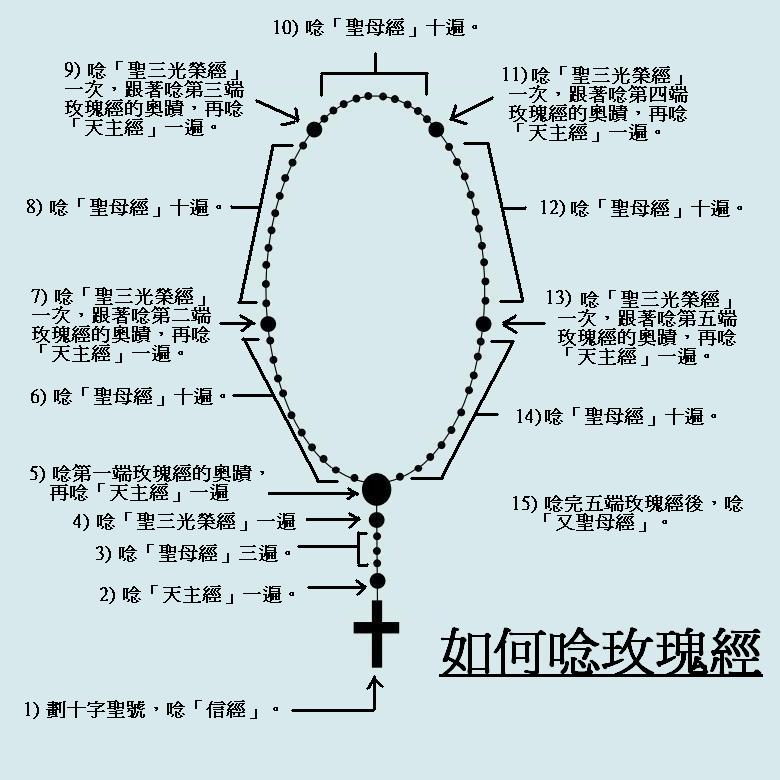
如何唸玫瑰經

### 聖號經
因父，及子，及聖神之名，阿們。

### 信經

#### 尼西亞信經
白話文
我信唯一的天主，全能的聖父，天地萬物無論有形無形，都是祂所創造的。
我信唯一的主、耶穌基督、天主的獨生子。祂在萬世之前，由聖父所生。
祂是出自天主的天主，出自光明的光明，出自真天主的真天主。
祂是聖父所生，而非聖父所造，與聖父同性同體，萬物是藉著祂而造成的。
祂為了我們人類，並為了我們的得救，從天降下。
祂因聖神，由童真瑪利亞取得肉軀，而成為人。
祂在般雀比拉多執政時，為我們被釘在十字架上，受難而被埋葬。
祂正如聖經所載，第三日復活了。
祂升了天，坐在聖父的右邊。
祂還要光榮地降來，審判生者、死者，祂的神國萬世無疆。
我信聖神，祂是主及賦予生命者，由聖父聖子所共發。
祂和聖父聖子，同受欽崇，同享光榮，祂曾藉先知們發言。
我信唯一、至聖、至公、從宗徒傳下來的教會。
我承認赦罪的聖洗，只有一個。
我期待死人的復活，及來世的生命。亞孟。
文言文
我信惟一全能天主聖父，造成天地，及諸有形無形之物。
又信惟一主耶穌基督，為天主之獨一子，
從無始生於父，由光者光，由真天主者真天主，
受生而非受造，與父一體，萬物由彼而受造。
彼為我等人，又為救我等，自天而來，因聖靈降孕，生於童女瑪利爾亞而為人。又為我等被釘十字架，當彭提乙批拉特居官時受難，死而乃瘞，及第三日復活，符於經典，升天坐於聖父之右，赫顯威嚴而還來，審判生死者，彼國無終。
我信聖靈，施生之主，發於聖父，偕父及子惟一欽崇，藉先知者之口而嘗諭。
我信惟一聖而公宗徒之教會。我認惟一聖洗之禮以獲罪赦。我望已亡者俱復活，並來世之常生。

#### 宗徒信經
文言文
我信全能者天主聖父，化成天地。我信其唯一聖子、耶穌基利斯督我等主。我信其因聖神降孕，生於瑪利亞之童身。我信其受難，於般雀比拉多居官時，被釘十字架，死而乃瘞。我信其降地獄，第三日自死者中復活。我信其升天，坐於全能者天主聖父之右。我信其日後從彼而來，審判生死者。我信聖神。我信有聖而公教會，諸聖相通功。我信罪之赦。我信肉身之復活。我信常生。阿們。
白话文
我信全能的天主父，天地万物的创造者。我信父的唯一子，我们的主耶稣基督。祂因圣神降孕，由童贞玛利亚诞生。祂在比拉多执政时蒙难，被钉在十字架上，死而安葬。祂下降阴府，三日后自死者中复活。祂升了天，坐在全能天主父的右边。他要从天降来，审判生者死者。我信圣神，圣而公教会，诸圣的相通，罪过的赦免，肉身的复活，永恒的生命。阿們。

### 天主經
白話文
我們的天父，願你的名受顯揚，願你的國來臨，願你的旨意奉行在人間，如同在天上。求你今天賞給我們日用的食糧，求你寬恕我們的罪過，如同我們寬恕別人一樣，不要讓我們陷於誘惑，但救我們免於惡。亞孟。
文言文
在天我等父者，我等願爾名見聖。爾國臨格。爾旨承行於地，如於天焉。我等望爾，今日與我，我日用糧。爾免我債，如我亦免負我債者。又不我許陷於誘感。乃救我於凶惡。亞孟。

### 聖母經
白話文
萬福瑪利亞，妳充滿聖寵。主與妳同在。妳在婦女中受讚頌，妳的親子耶穌同受讚頌。天主聖母瑪利亞，求妳現在和我們臨終時，為我們罪人祈求天主。亞孟。
文言文
萬福瑪利亞，滿被聖寵者，主與爾偕焉。女中爾為讚美，爾胎子耶穌，並為讚美。天主聖母瑪利亞，為我等罪人，今祈天主，及我等死候。亞孟。

### 聖三光榮經
白話文
願光榮歸於父、及子、及聖神。起初如何，今日亦然，直到永遠。亞孟。
文言文
欽頌榮福，天主聖父、及聖子、及聖神，吾願其獲光榮。厥初如何，今茲亦然，以迨永遠，及世之世。亞孟。

### 花地瑪聖母禱詞
白話文
吾主耶穌，請寬恕我們的罪過，助我們免地獄永火，求你把眾人的靈魂，特別是那些需要你憐憫的靈魂，領到天國裡去。
文言文
吾主耶稣，請寬恕我等之諸罪，勿使我等墮入地獄之火，導引眾靈皆昇天國，特為彼亟需爾之仁慈者。
或
吁！主耶穌，求爾寬赦吾等諸罪，領吾等出地獄之火，導引眾靈皆升天國，特為彼亟需爾之仁慈者。

### 又聖母經
白話文
萬福母后！仁慈的母親，我們的生命，我們的甘貽，我們的希望。厄娃子孫，在此塵世，向妳哀呼。在這涕泣之谷，向妳歎息哭求。我們的主保，求妳回顧，憐視我們。一旦流亡期滿，使我們得見妳的聖子，萬民稱頌的耶穌。童貞瑪利亞，妳是寬仁的、慈悲的、甘飴的。天主聖母，請為我們祈求，使我們堪受基督的恩許。亞孟。
文言文
申爾福，天主聖母，仁慈之母，我等之生命，我等之飴，我等之望，申爾福。旅茲下土，厄娃子孫，悲懇號爾，於此涕泣之谷，哀漣嘆爾。嗚呼！祈我等之主保，聊以迴目、憐視我眾。及此竄流期後，與我等見爾胎，普頌之子耶穌。吁！其寬哉，仁哉，甘哉，卒世童貞瑪利亞，天主聖母，為我等祈。以致我等，幸承基利斯督，所許洪錫。亞孟。

### 玫瑰經結束禱文
請眾同禱：
天主！因你唯一聖子的降生、死亡和復活，為我們獲得了永生的賞報；我們懇求你，使我們默想聖母玫瑰經的奧蹟，並能效法其中的 含意，獲得其中的許諾，因我們的主基督，亞孟。
或
聖母德敘禱文

### 引用
1. ↑  . 教聲. 2015-10-18 （cn）.
2. 1 2  Ball, Ann. . Our Sunday Visitor. 2003. ISBN 0-87973-910-X.
3. ↑  Garry Wills, The Rosary, Viking Press 2005, ISBN 0-670-03449-5 page 13
4. ↑  Richard Poe, "Parts of the Rosary" （页面存档备份，存于）, TheChantRosary.com, 2-4-2018
5. ↑  Shamon, Albert Joseph Mary. . CMJ Publishers and Distributors. 1 June 2003: 31. ISBN 9781891280122. To Mariamante, Our Lady said: "The Scapular of Mount Carmel is a sign of my protection. Wear it always. It will help you to do good because it is a sign of my love and will remind you of me often. This is the purpose of all sacramentals--to remind you of the person behind them and to help you to imitate their virtues. The Scapular and the Rosary are the greatest of these and will afford you the most protection. I want all my children to wear one. It will help them to love Jesus more. This is a simple means by which God helps His children. Wear it always." (The Apostolate of Holy Motherhood, pp. 10-11.)
6. ↑  Saint Louis-Marie Grignion de Montfort. . Montfort Publications. 1965: 67  [6 November 2012]. ISBN 0895550563. （原始内容存档于2020-02-07）.
7. ↑  Johnston, William M., Encyclopedia of Monasticism, Volume 1 (2000, ISBN 1-57958-090-4), p. 246
8. ↑  . Catholic Lane. 2012-09-18  [2017-11-16]. （原始内容存档于2017-11-16） （美国英语）.
9. ↑  . EWTN.com. 2011-10-11  [2017-11-16]. （原始内容存档于2017-11-16）.
10. ↑  .   [2020-02-05]. （原始内容存档于2016-01-02）.
11. ↑  . BBC News. 17 October 2019  [2020-02-05]. （原始内容存档于2020-02-07）.
12. ↑  Joel Hruska. . ExtremeTech  . 17 October 2019  [2020-02-05]. （原始内容存档于2020-02-07）.
13. ↑  Rosaries®, Rugged. . Rugged Rosaries®.   [2025-03-06] （英语）.
14. ↑  Kinmonth, Claudia. . Internet Archive. New Haven [Conn.] ; London : Yale University Press https://archive.org/details/irishruralinteri00kinm/mode/2up. 2006. ISBN 978-0-300-10732-6. 缺少或|title=为空 (帮助)
15. ↑  .   [2025-03-06] （中文（香港））.

## 延伸閱讀
- Friar Servants of Mary. . Chicago, Illinois. 1990.
- Miller, John D. . Continuum. 2001. ISBN 0860123200.
- Montfort, Louis de. . Montfort Publications. 1995. ISBN 0-910984-55-7.
- Paul VI. . February 2, 1974. （原始内容存档于29 June 2016）.
- Pious XII. . September 15, 1951. （原始内容存档于28 February 2015）.
- Todd, Oliver. . Matthew James Publishing. 2003.
- Ward, J. Neville. . Seabury Classics. 2005. ISBN 1-59628-012-3.

## 外部連結
- "How to Pray the Rosary" （页面存档备份，存于）, a pamphlet
- Perpetual Web Rosary （页面存档备份，存于）, an interactive rosary
- 玫瑰经
- 圣荷西华人天主教会